# Coasta Cerbului
Coasta Cerbului – wieś w Rumunii, w okręgu Vâlcea, w gminie Slătioara. W 2011 roku liczyła 125 mieszkańców.